# Blue Dragon Film Awards
Els Blue Dragon Film Awards (en coreà 청룡영화상) són uns premis de cinema concedits anualment a Corea del Sud per a recompensar la millor pel·lícula d'entre aquelles que han obtingut més èxit de públic. Els premis van ser organitzats entre el 1963 i el 1973 pel diari Chosun Ilbo, i van ser represos pel diari esportiu Sports Chosun a partir del 1990 fins a l'actualitat. És un dels festivals de cinema coreans més populars junt amb el dels Grand Bell Awards.

## Premis
El festival atorga premis a les següents categories:
- Millor pel·lícula
- Millor director
- Millor director debutant
- Millor actor
- Millor actriu
- Millor actor secundari
- Millor actriu secundària
- Millor actor debutant
- Millor actriu debutant
- Millor fotografia
- Millor música
- Millor direcció artística
- Premi tècnic
- Millor guió original
- Millor il·luminació
- Actor més popular (el qui ha rebut més vots Netizen per internet)
- Pel·lícula més popular (la que ha fet més entrades durant l'any)

## Premis a la millor pel·lícula
| Cerimònia | Any  | Pel·lícula                                 | Director       |
| --------- | ---- | ------------------------------------------ | -------------- |
| N° 1      | 1963 | Blood Relation                             | Kim Su-yong    |
| N° 2      | 1964 | Extra Human Being                          | Yu Hyun-mok    |
| N° 3      | 1965 | Sad Story of Self Supporting Child         | Kim Su-yong    |
| N° 4      | 1966 | Market                                     | Lee Man-hee    |
| N° 5      | 1967 | Flame in the Valley                        | Kim Su-yong    |
| N° 6      | 1968 | Descendents of Cain                        | Yu Hyun-mok    |
| N° 7      | 1969 | The Old Jar Craftsman                      | Choi Ha-won    |
| N° 8      | 1971 | When a Woman Breaks Her Jewel Box          | Kim Su-yong    |
| N° 9      | 1972 | Oyster Village                             | Jeong Jin-woo  |
| N° 10     | 1973 | The Three-Day Reign                        | Shin Sang-ok   |
| N° 11     | 1990 | Black Republic                             | Park Kwang-su  |
| N° 12     | 1991 | Death Song                                 | Kim Ho-sun     |
| N° 13     | 1992 | Our Twisted Hero                           | Park Jong-won  |
| N° 14     | 1993 | Sopyonje                                   | Im Kwon-taek   |
| N° 15     | 1994 | The Taebaek Mountains                      | Im Kwon-taek   |
| N° 16     | 1995 | A Single Spark                             | Park Kwang-su  |
| N° 17     | 1996 | Festival                                   | Im Kwon-taek   |
| N° 18     | 1997 | Green Fish                                 | Lee Chang-dong |
| N° 19     | 1998 | Christmas in August                        | Hur Jin-ho     |
| N° 20     | 1999 | Nowhere to Hide                            | Lee Myung-Se   |
| N° 21     | 2000 | Joint Security Area                        | Park Chan-wook |
| N° 22     | 2001 | One Fine Spring Day                        | Heo Jin-ho     |
| N° 23     | 2002 | Chi-hwa-seon                               | Im Kwon-taek   |
| N° 24     | 2003 | Spring, Summer, Fall, Winter... and Spring | Kim Ki-duk     |
| N° 25     | 2004 | Silmido                                    | Kang Woo-suk   |
| N° 26     | 2005 | Sympathy for Lady Vengeance                | Park Chan Wook |
| N° 27     | 2006 | The Host                                   | Bong Joon-ho   |
| N° 28     | 2007 | The Show Must Go On                        | Han Jae-rim    |
| N° 29     | 2008 | Forever the Moment                         | Lim Soon-rye   |
| N° 30     | 2009 | Mother                                     | Bong Joon-ho   |
| N° 31     | 2010 | Secret Reunion                             | Jang Hun       |

## Premis al millor director
| Cerimònia | Any  | Director       | Pel·lícula                         |
| --------- | ---- | -------------- | ---------------------------------- |
| N° 1      | 1963 | Lee Man-hee    | The Marines Who Never Returned     |
| N° 2      | 1964 | Yu Hyun-mok    | Extra Human Being                  |
| N° 3      | 1965 | Kim Su-yong    | Sad Story of Self Supporting Child |
| N° 4      | 1966 | Lee Man-hee    | Market                             |
| N° 5      | 1967 | Kim Su-yong    | Children in the Firing Range       |
| N° 6      | 1968 | Yu Hyun-mok    | Descendents of Cain                |
| N° 7      | 1969 | Choi Ha-won    | The Old Jar Craftsman              |
| N° 8      | 1971 | Kim Ki-young   | Woman of Fire                      |
| N° 9      | 1972 | Kim Hyo-cheon  | Cattle Seller                      |
| N° 10     | 1973 | Jeong Jin-woo  | Viva the Island Frog               |
| N° 11     | 1990 | Jung Ji-young  | Partisans of South Korea           |
| N° 12     | 1991 | Im Kwon-taek   | Fly High Run Far                   |
| N° 13     | 1992 | Park Jong-won  | Our Twisted Hero                   |
| N° 14     | 1993 | Kim Yoo-jin    | Love is Oh Yeah!                   |
| N° 15     | 1994 | Jang Sun-woo   | To You from Me                     |
| N° 16     | 1995 | Park Kwang-su  | A Single Spark                     |
| N° 17     | 1996 | Im Kwon-taek   | Festival (pel·lícula)              |
| N° 18     | 1997 | Lee Chang-dong | Green Fish                         |
| N° 19     | 1998 | Hong Sang-soo  | The Power of Kangwon Province      |
| N° 20     | 1999 | Kang Je-gyu    | Shiri                              |
| N° 21     | 2000 | Park Chan-wook | Joint Security Area                |
| N° 22     | 2001 | Song Hae-sung  | Failan                             |
| N° 23     | 2002 | Im Kwon-taek   | Chi-hwa-seon                       |
| N° 24     | 2003 | Park Chan-wook | Oldboy                             |
| N° 25     | 2004 | Kang Woo-suk   | Silmido                            |
| N° 26     | 2005 | Park Jin-pyo   | You Are My Sunshine                |
| N° 27     | 2006 | Kim Tae-Yong   | Family Ties                        |
| N° 28     | 2007 | Heo Jin-ho     | Happiness                          |
| N° 29     | 2008 | Kim Ji-woon    | The Good, the Bad, and the Weird   |
| N° 30     | 2009 | Kim Yong-hwa   | Take Off                           |
| N° 31     | 2010 | Kang Woo Suk   | Moss                               |

## Premis a la millor actriu
| Cerimònia | Any  | Actriu                   | Pel·lícula                   |
| --------- | ---- | ------------------------ | ---------------------------- |
| #1        | 1963 | Hwang Jeong-sun          | Blood Relation               |
| N° 2      | 1964 | Moon Jeung-suk           | Never Look Back              |
| N° 3      | 1965 | Um Aing-ran              | Beautiful Eye Pupil          |
| N° 4      | 1966 | Moon Jeung-suk           | Market                       |
| N° 5      | 1967 | Joo Jeung-nyeo           | Flame in the Valley          |
| N° 6      | 1968 | Nam Jeong-im             | Bunnyeo                      |
| N° 7      | 1969 | Kim Jee-mi               | Your Name is Woman           |
| N° 8      | 1971 | Yoon Yeo-jang            | Woman of Fire                |
| N° 9      | 1972 | Yoon Jung-hee            | Oyster Village               |
| N° 10     | 1973 | Jeong Jin-woo            | Simcheong                    |
| N° 11     | 1990 | Won Mi-kyung             | Only Because You Are a Woman |
| N° 12     | 1991 | Chang Mi-hee             | Death Song                   |
| N° 13     | 1992 | Kang Su-yeon             | Road to the Racetrack        |
| N° 14     | 1993 | Kim Hye-soo              | First Love                   |
| N° 15     | 1994 | Choi Myung-gil           | La Vie en Rose               |
| N° 16     | 1995 | Kim Hye-soo Pang Eun-jin | Dr. Bong 301, 302            |
| N° 17     | 1996 | Shim Hye-jin             | The Adventures of Mrs. Park  |
| N° 18     | 1997 | Shin Eun-kyung           | Downfall (Ch'ang)            |
| N° 19     | 1998 | Shim Eun-ha              | Christmas in August          |
| N° 20     | 1999 | Jeon Do-yeon             | The Harmonium in My Memory   |
| N° 21     | 2000 | Lee Mi-yeon              | Pisces                       |
| N° 22     | 2001 | Jang Jin-young           | Sorum                        |
| N° 23     | 2002 | Kim Yoon-jin             | Milae                        |
| N° 24     | 2003 | Jang Jin-young           | Singles                      |
| N° 25     | 2004 | Lee Na-young             | Someone Special              |
| N° 26     | 2005 | Lee Young-ae             | Sympathy for Lady Vengeance  |
| N° 27     | 2006 | Kim Hye-su               | Tazza: The High Rollers      |
| N° 28     | 2007 | Jeon Do-yeon             | Secret Sunshine              |
| N° 29     | 2008 | Son Ye-jin               | My Wife Got Married          |
| N° 30     | 2009 | Ha Ji Won                | Closer to Heaven             |
| N° 31     | 2010 | Yoon Jeong-hee Soo Ae    | Poetry Midnight FM           |

## Premi al millor actor
| Cerimònia | Any  | Actor                          | Pel·lícula                           |
| --------- | ---- | ------------------------------ | ------------------------------------ |
| N° 1      | 1963 | Kim Seung-ho                   | Kinship                              |
| N° 2      | 1964 | Kim Jin-kyu                    | Extra Human Being                    |
| N° 3      | 1965 | Kim Jin-kyu                    | Extra Human Being                    |
| N° 4      | 1966 | Shin Young-kyun                | Market                               |
| N° 5      | 1967 | Kim Seung-ho                   | Fishing Boats are Full               |
| N° 6      | 1968 | Shin Young-kyun                | King's Father                        |
| N° 7      | 1969 | Park No-shik                   | Revengeful Man                       |
| N° 8      | 1971 | Choi Mu-ryong                  | A Facedown in 30 Years               |
| N° 9      | 1972 | Park No-shik                   | Cattle Seller                        |
| N° 10     | 1973 | Shin Young-kyun                | The Three-Day Reign                  |
| N° 11     | 1990 | Ahn Sung-ki                    | Partisans of South Korea             |
| N° 12     | 1991 | Im Sung-min                    | Death Song                           |
| N° 13     | 1992 | Moon Sung-geun                 | Road to the Racetrack                |
| N° 14     | 1993 | Kim Myung-gon                  | Sopyonje                             |
| N° 15     | 1994 | Moon Sung-geun Park Joong-hoon | To You from Me The Rules of the Game |
| N° 16     | 1995 | Choi Min-soo                   | Terrorist                            |
| N° 17     | 1996 | Moon Sung-geun                 | A Petal                              |
| N° 18     | 1997 | Han Suk-kyu                    | Green Fish                           |
| N° 19     | 1998 | Park Shin-yang                 | A Promise                            |
| N° 20     | 1999 | Lee Jung-jae                   | Our Sunny Days                       |
| N° 21     | 2000 | Sol Kyung-gu                   | Peppermint Candy                     |
| N° 22     | 2001 | Choi Min-shik                  | Failan                               |
| N° 23     | 2002 | Sol Kyung-gu                   | Public Enemy                         |
| N° 24     | 2003 | Choi Min-shik                  | Oldboy                               |
| N° 25     | 2004 | Jang Dong Gun                  | Taegukgi                             |
| N° 26     | 2005 | Hwang Jung-min                 | You Are My Sunshine                  |
| N° 27     | 2006 | Park Joon-ho Ahn Sung-ki       | Radio Star                           |
| N° 28     | 2007 | Song Kang-ho                   | The Show Must Go On (pel·lícula)     |
| N° 29     | 2008 | Kim Yoon-seok                  | The Chaser                           |
| N° 30     | 2009 | Kim Myung-min                  | Closer to Heaven                     |
| N° 31     | 2010 | Jung Jae Young                 | Moss                                 |